# ハラ (ナヤリット州)
ハラ（Jala）
は、メキシコのナヤリット州にある自治体。近くに火山がある。プエブロ・マヒコ選出。